# Peperomia scutellariifolia
Peperomia scutellariifolia är en pepparväxtart som beskrevs av Luis Aloysius, Luigi Sodiro. Peperomia scutellariifolia ingår i släktet peperomior, och familjen pepparväxter. Inga underarter finns listade i Catalogue of Life.